# Parimatidium curvipes
Parimatidium curvipes is een keversoort uit de familie bladkevers (Chrysomelidae). De wetenschappelijke naam van de soort werd in 1951 gepubliceerd door Uhmann.